# Kürnach
Kürnach è un comune tedesco di 4 679 abitanti, situato nel land della Baviera.